# 太平洋船蛸
太平洋船蛸（學名：Argonauta pacifica），是一種遠洋章魚。本物種的雌性，就像其他船蛸一樣，製造薄紙般的的卵殼以便於章魚盤繞在內，就這方面而言非常像是一個鸚鵡螺居住在它的貝殼裡（由此而得一個稱呼：「紙鸚鵡螺」，英語：Paper nautilus）。貝殼全長通常是在大約 150 毫米，然而例外的標本可以超過 200 毫米；世界紀錄尺寸是 220.0 毫米。
太平洋船蛸的分佈似乎是十分有限的：在西墨西哥周圍狹窄的水域，特別是在加利福尼亞灣。由於這項理由，它是被考慮過的罕見船蛸之一，此外還有偏口船蛸和諾氏船蛸。
這一物種的身分存疑。需要更進一步地研究來判定是否為一個有效物種或是其它分類上的一個同種異名。
太平洋船蛸的模式標本採集自加州沿海地區，存放於華盛頓美國國立自然歷史博物館。

### 引用
1. ↑  Pisor, D. L.  4th edition. Snail's Pace Productions and ConchBooks. 2005: p. 12.
2. ↑   (PDF).   [2008-01-24]. （原始内容存档 (PDF)于2006-01-01） （英语）.

### 网页
- Sweeney, M. J. . 2002  [2008-01-24]. （原始内容存档于2021-02-16） （英语）. Tree of Life web project